# Corey Taylor
Corey Todd Taylor (Des Moines, 8 dicembre 1973) è un cantante, musicista e imprenditore statunitense, noto per essere il frontman degli Slipknot e degli Stone Sour.
Nel 2020 ha pubblicato il suo album di debutto CMFT e lanciato il suo primo tour da headliner, anche se già attivo come artista solista con occasionali singoli ed esibizioni dal vivo negli anni precedenti.
Detiene inoltre i diritti della Famous Monsters of Filmland e della Living Breathing Films, società di produzione cinematografica.
Nel 2006 la rivista Hit Parader lo ha inserito nella sua lista dei 100 migliori cantanti metal di tutti i tempi alla posizione numero 86.

## Biografia
Taylor è cresciuto principalmente con la madre e la sorella in povertà e senza sapere chi fosse suo padre, che lo ha abbandonato alla nascita. La difficile adolescenza e i vari spostamenti con la famiglia, che ogni volta lo costringevano ad abbandonare le sue amicizie, lo portarono alla droga; in seguito andò a vivere con sua nonna, che ne ottenne la custodia legale e lo aiutò ad acquistare le prime attrezzature musicali. Sempre sua nonna contribuì molto a plasmare i suoi gusti musicali: la donna possedeva infatti centinaia di dischi di Elvis Presley e anche delle rare tracce audio. A diciotto anni Taylor lasciò la casa della nonna e si spostò in diverse città per poi tornare a Des Moines.
Grazie alla sua ex moglie Anna Scarlett incontrò per la prima volta suo padre: la riunione si rivelò molto positiva, tanto che Taylor definisce il genitore e Scarlett «due delle persone più belle del pianeta».
L'artista ha avuto anche seri problemi con l'alcol e nel 2003 tentò il suicidio presso l'Hyatt sul Sunset: poco prima di svenire e di cadere di conseguenza nel vuoto intervenne il suo amico Thom Hazaert e lo salvò (secondo altre versioni fu Scarlett a salvarlo): superata la crisi sua moglie lo minacciò di divorziare e di togliergli i figli (Griffin, nato nel 2002 dal matrimonio con lei, e Angie, nata nel 1992 da una precedente relazione) se non avesse lasciato l'alcool e Taylor, per amore della sua famiglia, smise di bere; trascorse un anno in auto-isolamento, che definì «il peggiore della mia vita». Nonostante tutto i due divorzieranno nel 2007.
Il 13 novembre 2009 ha sposato la sua fidanzata Stephanie Luby a Las Vegas dopo due anni di relazione; durante la cerimonia nuziale i due sposi si sono recati all'altare sulle note di For Whom the Bell Tolls dei Metallica. La coppia ha divorziato nel 2017, anno in cui Corey ha iniziato una nuova relazione con la ballerina Alicia Dove, che ha sposato nell'ottobre 2019.
Il 12 luglio 2011 Taylor pubblicò un libro trattante il tema dei sette vizi capitali ed il suo punto di vista su di essi: «io penso non siano per niente dei peccati, sono caratteristiche umane, cose che tutti noi sperimentiamo ma non per questo dovremmo essere condannati. Per me è solo parte dell'esistenza umana, ed in questo libro cerco di proporre il mio punto di vista spiegando che possiamo avere a che fare con tutti questi vizi ma essere ugualmente delle brave persone». Il cantante precisò che il libro è stato interamente scritto da lui, «così se farà schifo, saprete a chi dare la colpa».
In un articolo su Loudwire pubblicato nell'ottobre 2014 dichiara che Taylor ha collaborato con la You Rock Foundation in un incontro riguardante la depressione e la prevenzione dei suicidi, parlando dei suoi anni adolescenziali. In un episodio dello show The Therapist andato in onda il 22 maggio 2017, parla nuovamente dei suoi traumi giovanili, in particolare di abusi subiti all'età di dieci anni da parte di un vicino di casa sedicenne. Nell'agosto 2017 il cantante è tornato a parlare nuovamente della depressione (riferendosi agli episodi di suicidio dei colleghi Chris Cornell e Chester Bennington) e di come la stia combattendo.
La voce di Taylor è considerata per estensione la seconda voce assoluta al mondo, con un'estensione di 5 ottave e 5 note e 1/2 che vanno da Eb1 a C7 dietro al solo Mike Patton.
Nel 2022 ha acquistato i diritti della società Famous Monsters, con l'intenzione di voler rilanciare l'omonimo fumetto, produrre giochi e film e organizzare festival sotto detto nome.

## Carriera

### Musica

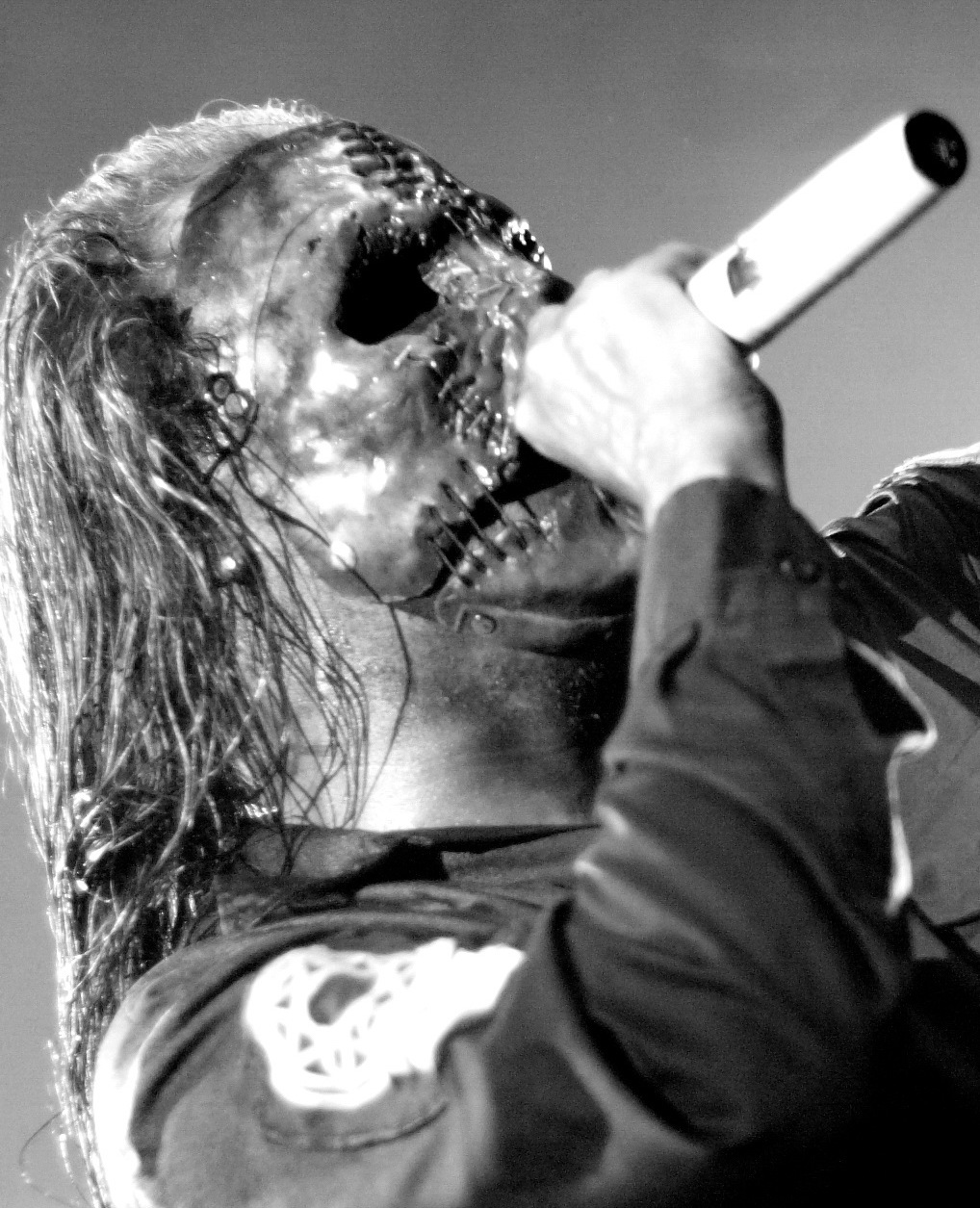
Corey Taylor in concerto con gli Slipknot nel 2005

Nel 1992 fondò gli Stone Sour insieme a Josh Rand e iniziò ad esibirsi con loro, ottenendo i primi successi a livello locale. Nel periodo successivo gli Slipknot lo contattarono: all'epoca Taylor lavorava in un sexy shop chiamato "The Adult Emporium". I membri degli Slipknot Mick Thomson, Joey Jordison e Shawn Crahan lo incontrarono dopo averlo sentito cantare nel suo negozio e gli chiesero di far parte della loro band; così Taylor racconta il suo "incontro" con gli Slipknot:
Come ogni altro componente del gruppo, anche Taylor adottò un numero, nel suo caso l'8, e una maschera: in origine essa era un semplice cappuccio di cuoio con dei fori per i suoi dreadlocks, poi iniziò ad usare una maschera come quella di Leatherface, il maniaco del film Non aprite quella porta; in All Hope Is Gone indossa una maschera bianca con buchi attorno a occhi, orecchie, naso e bocca mentre in .5: The Gray Chapter ne utilizza due: la prima con due cicatrici sulle guance che, se rimossa, mostra la seconda, una maschera grigia aderente. Per We Are Not Your Kind Taylor indossa una maschera grigia semi trasparente con dei fori per occhi e bocca.
Il 12 novembre 2010 Corey Taylor pubblicò inoltre un singolo da solista intitolato X-M@$, brano dedicato a coloro che odiano il Natale (anche se lui non si ritiene uno di quelli) e inciso allo scopo di aiutare l'associazione benefica "Teenage Cancer Trust". Il singolo debuttò alla posizione 37 della classifica britannica.
Il 22 settembre 2012 si è esibito alla Wembley Arena (Londra), insieme ad altri artisti rock, per celebrare il cinquantesimo anniversario della Marshall Amplification (Marshall 50 years of loud LIVE) e commemorare il fondatore Jim Marshall, deceduto poco tempo prima. Nel 2020 viene annunciato il suo primo album da solista, intitolato CMFT e anticipato dai video dei brani Black Eyes Blue e CMFT Must Be Stopped, quest'ultimo caratterizzato dalla partecipazione di numerosi musicisti amici di Taylor. L'album viene pubblicato dalla Roadrunner Records il 2 ottobre 2020 e promosso da un tour da solista dell'autore. Il 25 febbraio 2022 viene pubblicata una raccolta di B-side, demo e brani dal vivo, intitolata CMFB... Sides; nel disco figura anche la cover di Holier than Thou dei Metallica, realizzato da Corey per la raccolta tributo The Metallica Blacklist, annunciata dai Metallica stessi come parte dei 30 anni dall'uscita del loro album Metallica del 1991.
Nel 2023 viene pubblicato il suo secondo album in studio, CMF2, anticipato dal singolo Beyond e promosso da un tour da headliner.

### Cinema
Insieme al percussionista degli Slipknot Shawn Crahan, Taylor ha fondato la Living Breathing Films, una società di produzione cinematografica. Il loro primo prodotto è il cortometraggio Thy Shalt I i cui protagonisti sono proprio Corey Taylor e Shawn Crahan.
È apparso in due film, interpretando se stesso come membro degli Slipknot: Rollerball (2002) e il documentario video Slipknot: Welcome to Our Neighborhood (1998).
Spesso pezzi da lui cantati vengono ripresi per le colonne sonore di vari film. Un film del 2002, Spider-Man, ha sottolineato un suo lungo riavvicinamento agli Stone Sour, fondati proprio da lui, con il pezzo Bother.
Nei suoi concerti ha cantato anche la sigla di SpongeBob SquarePants, il cartone animato creato da Stephen Hillenburg.

## Discografia

### Da solista
Album in studio
- 2020 – CMFT
- 2023 – CMF2

Raccolte
- 2024 – CMF2B... or Not to B

EP
- 2022 – CMFB ...Sides

Singoli
- 2010 – X-M@$
- 2013 – London Calling
- 2020 – Black Eyes Blue
- 2020 – CMFT Must Be Stopped (feat. Tech N9ne e Kid Bookie)
- 2020 – HWY 666
- 2020 – Culture Head
- 2020 – All This and More
- 2021 – Samantha's Gone
- 2021 – Thunder Force (con Fil Eisler e Lzzy Hale, feat. Scott Ian, Dave Lombardo e Tina Guo)
- 2021 – Carry On
- 2021 – Holier than Thou
- 2022 – On the Dark Side
- 2023 – Beyond
- 2023 – Post Traumatic Blues

### Con gli Slipknot
- 1999 – Slipknot
- 2001 – Iowa
- 2004 – Vol. 3: (The Subliminal Verses)
- 2008 – All Hope Is Gone
- 2014 – .5: The Gray Chapter
- 2019 – We Are Not Your Kind
- 2022 – The End, So Far

### Con gli Stone Sour
- 2002 – Stone Sour
- 2006 – Come What(ever) May
- 2010 – Audio Secrecy
- 2012 – House of Gold & Bones Part 1
- 2013 – House of Gold & Bones Part 2
- 2017 – Hydrograd

### Collaborazioni
| Anno | Artista/i                                                                                         | Titolo                           | Album di provenienza                              | Ruolo            |
| ---- | ------------------------------------------------------------------------------------------------- | -------------------------------- | ------------------------------------------------- | ---------------- |
| 1998 | Sister Soleil                                                                                     | Liar                             | Soularium                                         | Cori             |
| 1998 | Smakdab                                                                                           | Shadowed                         | Smakdab                                           | Voce             |
| 2000 | Snot                                                                                              | Requiem                          | Strait Up                                         | Voce             |
| 2000 | Soulfly                                                                                           | Jumpdafuckup                     | Primitive                                         | Voce             |
| 2001 | Biohazard                                                                                         | Domination                       | Uncivilization                                    | Cori             |
| 2001 | Slitheryn                                                                                         | Lost                             | Slitheryn                                         | Cori             |
| 2001 | Slitheryn                                                                                         | Get Up                           | Slitheryn                                         | Cori             |
| 2002 | Black Flag                                                                                        | Room 13                          | Rise Above                                        | Voce             |
| 2003 | Anthrax                                                                                           | Bring the Noise                  | With Full Force Festival in Germany               | Voce             |
| 2004 | Damageplan                                                                                        | Fuck You                         | New Found Power                                   | Voce             |
| 2005 | Roadrunner United                                                                                 | The Rich Man                     | The All-Star Sessions                             | Voce             |
| 2006 | Korn                                                                                              | Freak on a Leash (Live)          | Family Values Tour 2006                           | Cori             |
| 2007 | Apocalyptica                                                                                      | I'm Not Jesus                    | Worlds Collide                                    | Voce             |
| 2007 | Dream Theater                                                                                     | Repentance                       | Systematic Chaos                                  | Voce parlata     |
| 2008 | Walls of Jericho                                                                                  | Ember Drive                      | Redemption                                        | Cori, produzione |
| 2008 | Walls of Jericho                                                                                  | My Last Stand                    | Redemption                                        | Cori, produzione |
| 2008 | Walls of Jericho                                                                                  | Addicted                         | Redemption                                        | Cori, produzione |
| 2009 | Steel Panther                                                                                     | Death to All but Metal           | Feel the Steel                                    | Voce             |
| 2009 | Steel Panther                                                                                     | Asian Hooker                     | Feel the Steel                                    | Voce             |
| 2009 | Steel Panther                                                                                     | Eyes of a Panther                | Feel the Steel                                    | Voce             |
| 2010 | Travis Barker e Corey Taylor                                                                      | On My Own                        | Give the Drummer Some                             | Voce             |
| 2013 | Corey Taylor, Dave Grohl, Rick Nielsen e Scott Reeder                                             | From Can to Can't                | Sound City: Real to Reel                          | Voce             |
| 2016 | Korn                                                                                              | A Different World                | The Serenity of Suffering                         | Voce             |
| 2016 | Zakk Wylde                                                                                        | Sleeping Dogs                    | Book of Shadows II                                | Voce             |
| 2018 | Tonight Alive                                                                                     | My Underworld                    | Underworld                                        | Voce             |
| 2018 | Code Orange                                                                                       | The Hunt                         | The Hurt Will Go On                               | Voce             |
| 2019 | Doug Walker                                                                                       | SpongeBob Theme                  | Nostalgia Critic's the Wall                       | Voce             |
| 2019 | Falling in Reverse                                                                                | Drugs                            | /                                                 | Voce             |
| 2020 | Sixx:A.M., Joe Elliott, Brantley Gilbert, Ivan Moody, Slash, Corey Taylor, Awolnation, Tommy Vext | Maybe It's Time                  | Sno Babies Original Soundtrack                    | Voce             |
| 2020 | Posehn                                                                                            | The Fox (What Does the Fox Say?) | Grandpa Metal                                     | Voce             |
| 2020 | Me and that Man                                                                                   | How Come?                        | New Man, New Songs, Same Shit, Vol.1              | Voce             |
| 2020 | Avatar                                                                                            | Colossus                         | Hunter Gatherer                                   | Voce             |
| 2020 | Avatar                                                                                            | A Secret Door                    | Hunter Gatherer                                   | Voce             |
| 2020 | Avatar                                                                                            | Wormhole                         | Hunter Gatherer                                   | Voce             |
| 2020 | John 5                                                                                            | Take Your Whiskey Home           | Live Invasion                                     | Voce             |
| 2020 | Moonshine Bandits                                                                                 | Live the Madness                 | Fire                                              | Voce             |
| 2021 | Charlie Benante                                                                                   | Funny Vibe                       | Silver Linings                                    | Voce             |
| 2021 | ZillaKami                                                                                         | Chewing Gum!                     | Dog Boy                                           | Spoken word      |
| 2021 | Kid Bookie                                                                                        | Stuck in My Ways                 | Cheaper Than Therapy                              | Voce             |
| 2021 | The Dead Deads                                                                                    | Murder Ballad II                 | Tell Your Girls It's Alright                      | Voce             |
| 2022 | Kid Bookie                                                                                        | Game                             | Mass Hysteria                                     | Voce             |
| 2022 | Hyro the Hero                                                                                     | Kids Against the Monsters        | Kids Against the Monsters                         | Voce             |
| 2024 | Flat Back                                                                                         | Nothing to Some                  | Dark Side of the Brain                            | Voce             |
| 2024 | Bear McCreary                                                                                     | Leviathan                        | The Sin                                           | Voce             |
| 2024 | Wargasm                                                                                           | 70% Dead                         | /                                                 | Voce             |
| 2025 | Bad Omens                                                                                         | Dust in the Wind                 | Queen of the Ring - Music from the Motion Picture | Voce             |